# Alexander Martin Luther
Alexander Martin Luther, född 8 januari 1810 i Reval (numera Tallinn) i Guvernementet Estland i Ryska imperiet, död 22 september 1876 i Reval, var en estnisk köpman och entreprenör. Han grundade omkring 1870 en trävaruhandelsrörelse, som utvecklade sig till företaget A.M. Luther vid Pärnuvägen i Tallinn. 
Alexander Martin Luther var son till Christian Wilhelm Luther (1774-1841) och Johanna Amalie Luther. Hans farfar var Georg Christian Luther (1717-1800). Han tillhörde en tysk-baltisk köpmannasläkt i Reval, vars handelshus grundades av farfadern Georg Christian Luther i Breslau 1742 och som sedan dess drevs av hans farfar och hans far. Bolaget handlade i lin och koksalt och senare i trävaror. 
Alexander Martin Luther studerade på Gustav Adolfs Gymnasium i Reval och arbetade inom familjens handelshus. Han grundade omkring 1870, tillsammans med köpmanen Markel Makarov, ett handelsföretag för byggnadsmaterial av trä, vars största produkt blev takspån av björk från Finland. Företaget investerade i ett sågverk i Tallinn, som invigdes året efter hans död. Den 1880 grundade möbel- och plywoodfabriken A.M. Luther har sitt namn efter honom. 
Han var gift tre gånger och hade tio barn. Sönerna Christian Wilhelm Luther och Carl Wilhelm Luther, i det tredje äktenskapet med Henriette Caroline Steding, förde familjens möbel- och plywoodföretag vidare.